# Рётельштайн
Рётельштайн (нем. Röthelstein) — коммуна (нем. Gemeinde) в Австрии, в федеральной земле Штирия.
Входит в состав округа Грац.  Население составляет 235 человек (на 31 декабря 2005 года). Занимает площадь 7,0 км². Официальный код  —  60636.

## Политическая ситуация
Бургомистр коммуны — Хайнц-Йохан Глёсль (WLR) по результатам выборов 2005 года.
Совет представителей коммуны (нем. Gemeinderat) состоит из 9 мест.
- Партия WLR занимает 7 мест.
- АНП занимает 2 места.